# 卢茨曼斯堡
卢茨曼斯堡是奥地利布尔根兰州上普伦多夫县的一个市镇。总面积23.18平方公里，总人口944人，人口密度40.7人/平方公里（2001年）。